# Hyocrinus giganteus
Hyocrinus giganteus is een zeelelie uit de familie Hyocrinidae.
De wetenschappelijke naam van de soort werd in 1999 gepubliceerd door Michel Roux & David L. Pawson.